# Aspidosperma album
Aspidosperma album é uma espécie de plantas com flores. Foi descrito pela primeira vez por Vahl, e recebeu o nome exato por Raymond Benoist e Marcel Pichon. Aspidosperma album pertence ao gênero Aspidosperma, e família Apocynaceae.
Este tipo de planta é encontrado em:
- Guiana
- Guiana Francesa
- Suriname
- norte e centro-oeste do Brasil
  - Pará
  - Amazonas
  - Acre
  - Rondônia
  - Mato Grosso
- Venezuela
  - Estado Bolívar
  - Delta Amacuro

Não há tipos listados como este.